# Crim de la Guàrdia Urbana
El Crim de la Guàrdia Urbana és el nom amb què es coneix l'assassinat de Pedro Rodríguez, un agent de la Guàrdia Urbana de Barcelona el cadàver del qual fou trobat el 4 de maig del 2017 dins un cotxe cremat a prop del pantà de Foix.

## Judici
El judici amb jurat popular va començar el 3 de febrer del 2020. La dona de la víctima, Rosa Peral, i el seu amant, Albert López, estaven acusats d'haver matat en Pedro Rodríguez la matinada de l'1 de maig del 2017 i l'endemà portar el seu cos al maleter del seu cotxe fins al pantà de Foix on l'haurien cremat. Els tres membres del triangle amorós havien protagonitzat els principals escàndols del cos de la Guàrdia Urbana de Barcelona d'aquells mesos, ja que Peral va denunciar haver estat víctima d'un cas de pornovenjança per part d'un responsable del cos, López va participar el 2014 d'una detenció a Montjuïc d'un home que va acabar morint, i la víctima en el moment dels fets estava apartat de la feina per haver agredit un motorista a La Rabassada.
Al judici els dos acusats s'acusaven mútuament. Peral acusava López de matar el seu marit per gelosia. López acusava Peral d'haver-lo matat i després demanar-li que l'ajudés a desfer-se del cadàver. La fiscalia apuntava que tots dos van matar Rodríguez en un pla premeditat i demanava 24 anys de presó per López i 25 per Peral per assassinat amb traïdoria amb l'agreujant de parentiu.
A finals de març de 2020, després de sis dies de deliberacions, vuit dels 10 membres del jurat popular van considerar Peral i López culpables de l'assassinat amb traïdoria de Pedro Rodríguez. Tenint en compte això, el jutge del cas va condemnar Peral i López a 25 i 20 anys de presó respectivament. A més a més, els dos condemnats havien d'indemnitzar la família de la víctima amb 885.000 euros. Si bé el delicte és el mateix pels dos, en el cas de Peral, s'afegeix cinc anys més perquè s'aplica l'agreujant de parentiu. Els condemnats van recórrer la sentència sense èxit; tant el Tribunal Superior de Justícia de Catalunya com el Tribunal Suprem d'Espanya la van avalar.

## En la cultura popular
El cas va ser abordat en El crim de la Guàrdia Urbana, una docusèrie de quatre capítols estrenada el gener de 2022, amb la qual es tancava la segona temporada del programa Crims de Carles Porta sobre diversos dels crims que més havien impactat a l'opinió pública en els últims anys.
El setembre de 2022, es va anunciar que per primera vegada es crearia una minisèrie inspirada en el fet, El cuerpo en llamas. Els protagonistes serien els actors Úrsula Corberó, Quim Gutiérrez acompanyats per José Manuel Poga i Isak Férriz. La ficció es va començar a rodar el 19 de setembre de 2022 a Barcelona i es va estrenar el 8 de setembre de 2023 a Netflix. Rosa Peral va intentar frenar l'emissió de la sèrie sense èxit. La minisèrie és en castellà, sense doblatge ni subtítols en català.